# Аріано-Ірпіно
Аріано-Ірпіно (італ. Ariano Irpino) — муніципалітет в Італії, у регіоні Кампанія, провінція Авелліно.
Аріано-Ірпіно розташоване на відстані близько 240 км на схід від Рима, 80 км на північний схід від Неаполя, 36 км на північний схід від Авелліно.
Населення — 22 890 осіб (2014).
Щорічний фестиваль відбувається 23 березня. Покровитель — святий Оттон Франджіпане.

## Демографія
Населення за роками:

Станом на 1 січня 2023 року в муніципалітеті офіційно проживали 384 іноземці з 45 країн, серед них 156 громадян країн Євросоюзу та 39 громадян України.

## Сусідні муніципалітети
- Апіче
- Кастельфранко-ін-Міскано
- Флумері
- Гречі
- Гроттамінарда
- Меліто-Ірпіно
- Монтекальво-Ірпіно
- Монтелеоне-ді-Пулья
- Савіньяно-Ірпіно
- Вілланова-дель-Баттіста
- Цунголі